# Ranunculus styriacus
Ranunculus styriacus är en ranunkelväxtart som beskrevs av E. Hörandl och W Gutermann. Ranunculus styriacus ingår i släktet ranunkler, och familjen ranunkelväxter. Inga underarter finns listade i Catalogue of Life.